# Vixsinusia
Vixsinusia is een geslacht van vlinders van de familie snuitmotten (Pyralidae), uit de onderfamilie Phycitinae.

## Soorten
- V. kuranella Amsel, 1970
- V. polichomriella Amsel, 1970